# 強ヘリウム星
強ヘリウム星 (helium-strong star) は、異常に強いヘリウムの吸収線を持ち、太陽に比べてヘリウムの組成比が2 - 10倍高い恒星。ヘリウム過剰星、ヘリウム超過星ともいう。
1956年に、B型主系列星オリオン座σ星E (HD 37479) のスペクトルに、異常に強いヘリウム吸収線が発見されたことから研究が始まった。B1 - B2型に相当するスペクトルを持ち、表面温度は18,000 ケルビン (K) から28,000 Kにわたる。磁場も強く、数百から数kG程度の強い磁場を持っている。1979年には同様の特徴を持つ恒星がオリオンOBアソシエーションに複数発見された。